# 奥肯海姆
奥肯海姆是德国莱茵兰-普法尔茨州的一个市镇。总面积6.03平方公里，总人口2501人，其中男性1260人，女性1241人（2011年12月31日），人口密度415人/平方公里。